# Tartaranhão-ruivo-dos-pauis
O tartaranhão-ruivo-dos-pauis, simplesmente tartaranhão-dos-pauis, águia-sapeira-ocidental ou águia-sapeira (Circus aeruginosus) é uma grande ave ave de rapina pertencente ao género Circus. Existem duas subespécies:
- a C. a. aeruginosus que habita grande parte da Europa e Ásia ocidental, e
- a C. a. harterti que habita o noroeste de África.[4]

Existem alguns outros tartaranhões que eram anteriormente classificados como subespécies do C. aeruginosus mas que são hoje considerados diferentes espécies:
- C. spilonotus do leste da Ásia,
- C. approximans da Australásia e
- o tartaranhão-dos-pauis-de-madagascar (C. maillardi) encontrado nas ilhas do oceano Índico.

## Descrição
Tem 42 a 56 cm de comprimento com uma envergadura de asas de 115 a 140 cm. É um tartaranhão grande, massivo, com asas amplas e cauda comprida. O macho é castanho-avermelhado com cabeça e margens anteriores das asas castanho claro, quase amarelas. Em voo é notável a cauda cinzenta e uma grande zona cinzenta na parte interior das asas. A ponta das asas é preta. As fêmeas são todas castanhas escuras, apresentando apenas a coroa e o bordo anterior das asas cremes. Os juvenis apresentam uma coloração semelhante às fêmeas, por vezes sem os ombros cremes.
Existe uma forma rara melanística com plumagem muito escura, que ocorre principalmente a leste da área de distribuição.

## Habitat e distribuição
Esta espécie tem uma vasta área de distribuição em toda a Europa, noroeste de África, parte norte do Médio Oriente e Ásia central.
Nidifica em quase todos os países da Europa mas está ausente do norte da Escandinávia e das regiões montanhosas. No Médio Oriente existem populações na Turquia, Iraque e Irão enquanto que na Ásia central a sua distribuição estende-se para leste até ao noroeste da China, Mongólia e região do lago Baikal na Sibéria.
A subespécie harterti nidifica em Marrocos, Argélia e Tunísia. Estas aves são sedentárias mas outras populações do tartaranhão-dos-pauis são migratórias ou dispersivas. Algumas aves invernam em regiões mais temperadas do sul e oeste da Europa enquanto outras migram até à África subsariana, Arábia, subcontinente indiano e Mianmar.
Algumas aves errantes chegaram à Islândia, aos Açores, à Malásia e à Sumatra. Existem alguns registos de avistamentos destas aves nas Américas, nomeadamente nos Estados Unidos (Chincoteague National Wildlife Refuge, Accomack County, Virgínia, em 4 de Dezembro de 1994, AOU 2000) e Guadalupe (Banks et al. 2005) e Porto Rico (Merkord et al. 2006).

## Ecologia
O tartaranhão-ruivo-dos-pauis está fortemente associado às áreas pantanosas, especialmente onde existam caniços. Ocorre também numa variedade de outros habitats abertos tais como terras aradas e pastos, especialmente quando estas bordejam áreas pantanosas.
Caçam voando baixo sobre o terreno plano e aberto, procurando as suas presas com as asas abertas em forma de V achatado. Alimentam-se particularmente de pequenos mamíferos tais como ratos-de-água e aves, mas também come insectos, répteis, anfíbios, peixes e cadáveres de animais.

### Reprodução

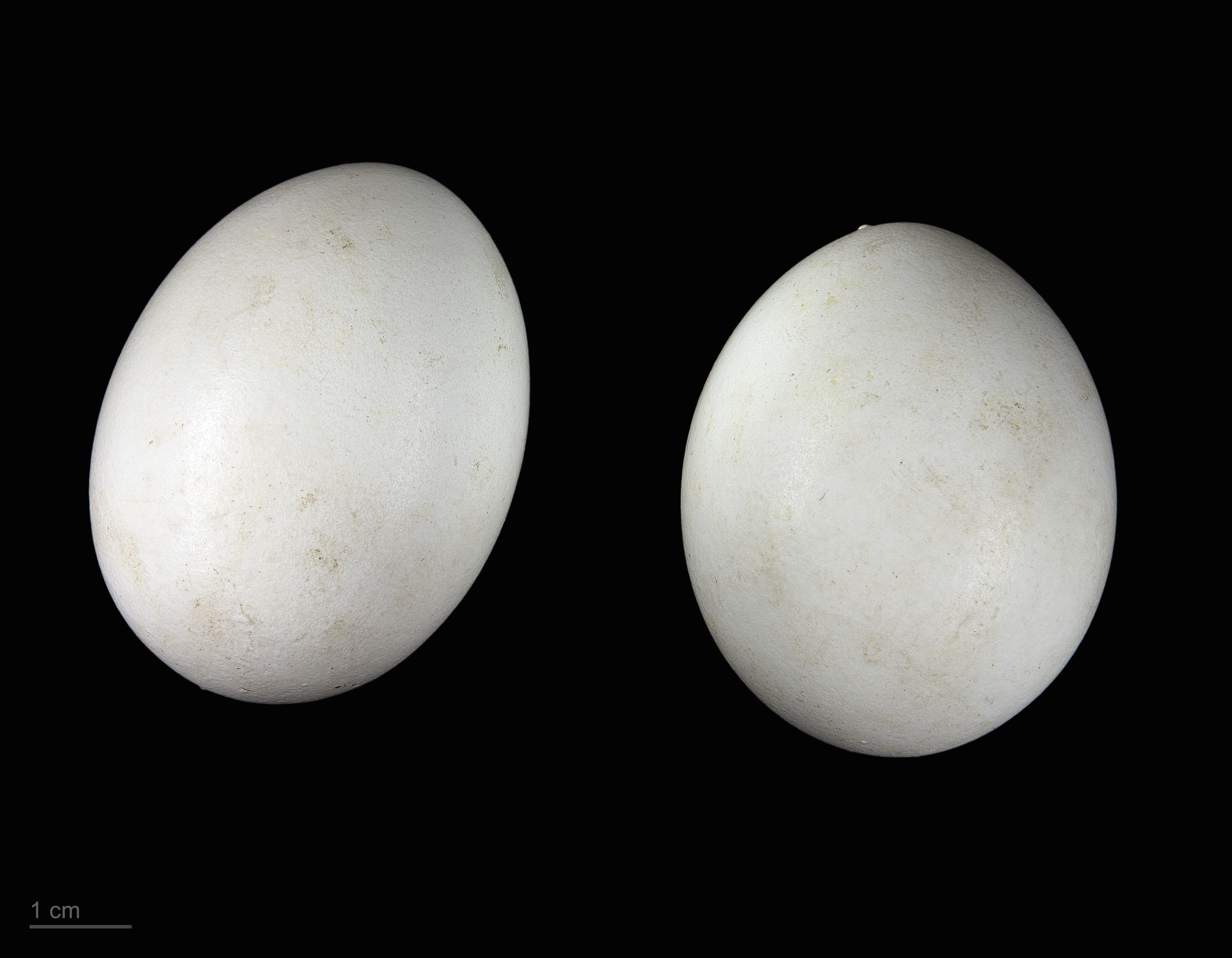
Circus aeruginosus - MHNT

O início da época de acasalamento varia de meados de Março a princípios de Maio. O ninho é feito de paus, caniços e ervas. É construído normalmente numa base de caniços mas por vezes também em terrenos aráveis. Põem geralmente três a oito ovos por ninhada. Os ovos são brancos com uma ligeira coloração azulada ou esverdeada. São incubados durante 31-38 dias e as crias voam ao fim de 35-40 dias. Os machos acasalam frequentemente com duas ou por vezes três fêmeas. Os casais ficam unidos normalmente por uma só estação mas por vezes permanecem juntos durante vários anos.

## Conservação
O tartaranhão-ruivo-dos-pauis teve um declínio em muitas áreas desde o século XIX até aos finais do século XX devido à perseguição, destruição de habitat e uso de pesticidas. Hoje é uma espécie protegida em muitos países e a sua população está em crescimento.
Contudo ainda enfrenta muitas ameaças, tais como o abate de aves em migração através das regiões mediterrânicas. São vulneráveis às perturbações durante a estação de postura e sofrem de envenenamento por chumbo de tiros.

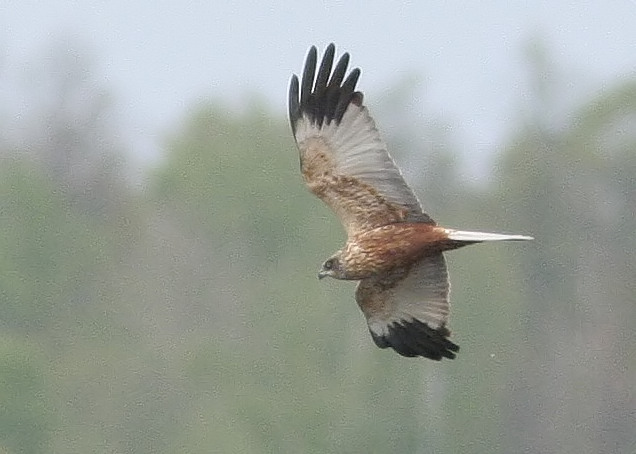
Macho, na Polónia
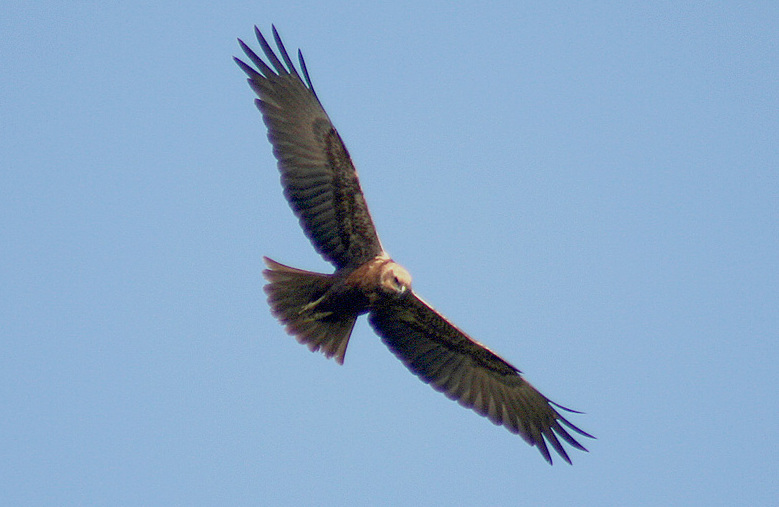
Fêmea, na Índia
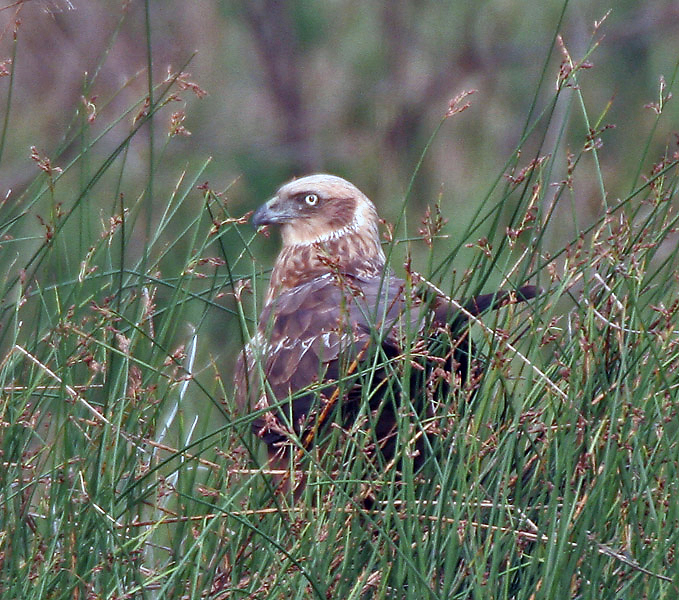
Fêmea, na Índia
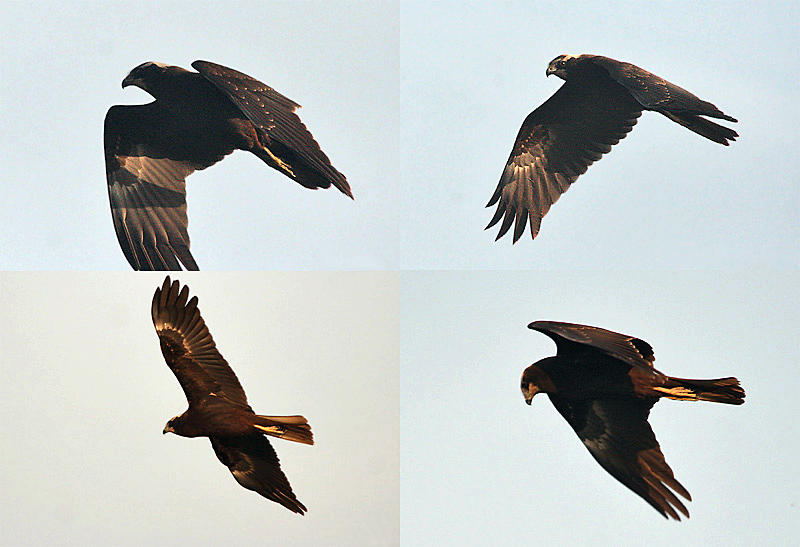
Imaturo, na Índia
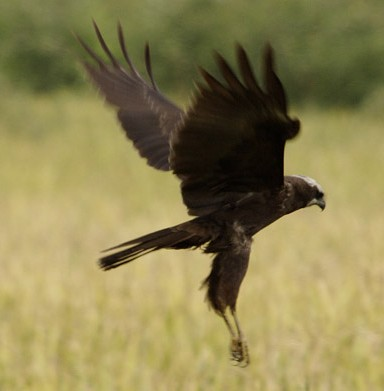
Juvenil, na Índia